# کریستین هانسن (معمار)
 کریستین هانسن (انگلیسی: Christian Hansen؛ ۲۰ آوریل ۱۸۰۳ – ۲ مهٔ ۱۸۸۳) یک معمار اهل دانمارک بود.